# Osteochilus kerinciensis
Osteochilus kerinciensis är en fiskart som beskrevs av Tan och Maurice Kottelat 2009. Osteochilus kerinciensis ingår i släktet Osteochilus och familjen karpfiskar. Inga underarter finns listade i Catalogue of Life.